# Anselm Strauss
Anselm Leonard Strauss, född 18 december 1916, död 5 september 1996, var en amerikansk sociolog. Strauss är kanske som mest känd för att tillsammans med Barney Glaser ha utvecklat den kvalitativa forskningsmetoden grundad teori och för att ha bidragit till forskning kring medicinsk sociologi.